# 垣田恭兵
垣田    恭兵（かきた　きょうへい、1988年2月2日 - ）は、兵庫県宍粟市出身の、日本の柔道選手である。階級は100 kg級。身長174 cm。得意技は背負投。組み手は左組み。現在は旭化成に所属。姉は52 kg級で活躍している垣田恵利。

## 経歴
柔道は4歳の時に一宮柔道教室で始めた。中学2年の時に1学年上の姉とともに地元の中学から強豪校の藍中学へ転向した。3年の時に全国中学校柔道大会の66kg級で3位に入った。近大福山高校2年の時にはインターハイ81kg級で3位になった。3年の時にはインターハイと全日本ジュニアで優勝した。さらにはアジアジュニアで52kg級の姉とともに姉弟優勝を飾った。
近畿大学に入学すると、1年の時に全日本ジュニアで2連覇を達成するも、世界ジュニアでは3位にとどまった。その後の大学時代は特に際立った成績は残せなかった。
2010年に旭化成へ入社すると、2011年の実業個人選手権では優勝を飾った。2012年の東アジア選手権では3位、実業個人選手権では2位だった。2013年には全日本選手権に出場すると、伏兵の中量級選手ながら準決勝まで勝ち上がり、重量級の次代を担うホープと期待されている日本大学3年の原沢久喜と対戦した。その試合では内股すかしで技ありを先取しながらも終盤に内股で逆転負けを喫したが、3位入賞を果たした。続く実業個人選手権では90kg級で優勝を飾った。2015年には講道館杯で3位となった。2016年の全日本選手権では2回戦でJRAの原沢と対戦するも判定で敗れた。2017年の全日本選手権では3回戦で明治大学3年の小川雄勢をGSに入ってから指導2で破るが、準々決勝で九州電力の七戸龍に腕挫十字固で敗れた。2018年の全日本選手権では2回戦で73kg級世界チャンピオンであるパーク24の橋本壮市に反則勝ちするも、3回戦で昨年破った小川に反則負けを喫した。続く実業個人選手権では100㎏級で優勝した。講道館杯では3位だった。2019年の選抜体重別では準決勝で了徳寺学園職員のウルフ・アロンに反則負けして3位だった。続く全日本選手権では3回戦でJRAの影浦心に技ありで敗れた。2020年11月の講道館杯では3位だった。2021年12月の全日本選手権では準々決勝で100㎏超級の世界チャンピオンとなった影浦に反則勝ちするなどして、2013年以来8年ぶりにベスト4まで進んだが、準決勝で同僚で昨年度王者の羽賀龍之介に技ありで敗れて3位だった。2022年4月の体重別では準決勝で綜合警備保障の山口貴也に技ありで敗れた。

## 戦績
- 2002年 -　全国中学校柔道大会　3位 66kg級

81kg級の戦績
- 2004年 -　インターハイ　3位
- 2005年 -　インターハイ　優勝
- 2005年 -　全日本ジュニア　優勝
- 2005年 -　アジアジュニア　優勝
- 2006年 -　ロシアジュニア国際　3位
- 2006年 -　チェコジュニア　優勝
- 2006年 -　ドイツジュニア　優勝
- 2006年 -　全日本ジュニア　優勝
- 2006年 -　世界ジュニア　3位
- 2011年 -　実業個人選手権　優勝
- 2012年 -　東アジア選手権　3位
- 2012年 -　実業個人選手権　2位
- 2013年 -　全日本選手権　3位

90kg級の戦績
- 2013年 -　実業個人選手権　優勝
- 2015年 -　実業個人選手権　3位
- 2015年 -　講道館杯　3位
- 2016年 - 実業団体　2位
- 2017年 -　全日本選手権　5位
- 2017年 - 実業団体　2位
- 2018年 -　実業団体　優勝

100kg級の戦績
- 2018年 -　実業個人選手権　優勝
- 2018年 -　講道館杯　3位
- 2019年 - 選抜体重別　3位
- 2019年 -　実業個人選手権　3位
- 2019年 -　講道館杯　3位
- 2020年 -　講道館杯　3位
- 2021年 -　全日本選手権　3位
- 2022年 - 選抜体重別　3位
- 2022年 -　講道館杯　5位

(出典、JudoInside.com)